# Ilex venezuelensis
Ilex venezuelensis là một loài thực vật có hoa trong họ Aquifoliaceae. Loài này được Steyerm. mô tả khoa học đầu tiên năm 1952.